# گیتی فر شفائی
گیتی فر شفائی متولد (۱۳۳۴) خمین  مجری تلویزیون،تهیه کننده فیلم،نویسنده ،طراح و برنامه ساز ایرانی است.
گیتی فر شفائی با ۳۱ سال سابقه کار در حوزه برنامه سازی گروه کودک و نوجوان سیما تهیه‌کنندگی برنامه‌هایی نظیر ، النگ و دولنگ،گنجشکک اشی مشی،گل گندم ،نوزادها   تق تق ،عمو نوروز  بیکار نمیتوان نشستن، میشه و نمیشه گنجشکک اشی مشی ،سرودهای اتل متل، فکر کن بازی کن، اتل متل تاتی نباتی،توپ طلایی ، سین جین ،شکوفه‌های تلاش، با فکر و با دست،قصه‌های مادربزرگ،مسابقه شاپرک و زنبورک،سریال خونه باباگل  و...می‌باشند که در دهه ۶۰ اجرای برنامه بیکار نمیتوان نشستن را به مدت چند سال بر عهده داشتند.

## آثار
گیتی فر شفایی در طول چند دهه فعالیت در صداو سیمای جمهوری اسلامی ایران به عنوان تهیه‌کننده مجری نویسنده و محقق برای بخش کودک و نوجوان فعالیت کرده‌اند که برنامه‌ها و سرودهای مختلف از آثار وی می‌باشد 
| نام                 | سمت                  | کارگردان        | سال  |
| ------------------- | -------------------- | --------------- | ---- |
| گنجشکک اشی مشی      | تهیه کننده           | سیما ایلخان     | ۱۳۶۶ |
| النگ و دولنگ        | تهیه کننده           | ایرج طهماسب     | ۱۳۶۰ |
| بیکار نمیتوان نشستن | مجری/ نویسنده و طراح |                 | ۱۳۶۱ |
| پرپرک               | تهیه کننده           | سیما ایلخان     | ۱۳۷۱ |
| تق تق               | تهیه کننده           | میثم محیط فراتی | ۱۳۸۶ |
| شکوفه‌های تلاش       | تهیه کننده           |                 | ۱۳۶۶ |
| فکر کن بازی کن      | تهیه کننده           |                 | ۱۳۶۴ |
| بافکر و با دست      | مجری/نویسنده و محقق  |                 | ۱۳۶۲ |
| مسابقه سی           | تهیه کننده           |                 | ۱۳۷۴ |
| قصه‌های مادربزرگ     | تهیه کننده           |                 |      |
| مسابقه دو دوتا      | تهیه کننده           |                 | ۱۳۸۹ |
| سین جیم             | تهیه کننده           |                 | ۱۳۸۱ |
| توپ طلایی           | تهیه کننده           |                 | ۱۳۷۶ |
| رنگ و وارنگ         | تهیه کننده           |                 | ۱۳۶۹ |

## پی‌نوشت
1. ↑  http://daryanet.ir (۱۳۳۴-۱۲-۰۱T11:25:21+03:30). «گیتی فر شفائی | انجمن تخصصی کودک و رسانه». انجمن تخصصی کودک و رسانه. دریافت‌شده در 2018-09-17. تاریخ وارد شده در |تاریخ= را بررسی کنید (کمک)
2. 1 2  sorena0831. «گیتی فر شفائی - بچه های دیروز». www.bdirooz.ir. بایگانی‌شده از اصلی در ۱۶ مه ۲۰۲۰. دریافت‌شده در ۲۰۱۸-۰۷-۱۲.
3. ↑  «مشکل اصلی تولیدات تلویزیونی کودک و نوجوان بودجه نیست». خبرگزاری جمهوری اسلامی. دریافت‌شده در ۲۰۱۸-۰۷-۱۲.
4. 1 2  «تفاوت برنامه‌های کودک امروز و دیروز». سینما جوان. بایگانی‌شده از اصلی در ۱۷ سپتامبر ۲۰۱۸. دریافت‌شده در ۱۴ ژوئیه ۲۰۱۸.
5. ↑  «پول آنچنانی برای برنامه نمی‌گرفتیم؛ اما دلسوزانه کار می کردیم  - بانی‌فیلم». بانی‌فیلم. ۱۳۹۴-۰۸-۲۶. دریافت‌شده در ۲۰۱۸-۰۷-۱۲.[پیوند مرده]
6. ↑  sorena0831. «خونه باباگل». bdirooz.ir. بایگانی‌شده از اصلی در ۳۰ ژانویه ۲۰۲۰. دریافت‌شده در ۳۰ ژانویه ۲۰۲۰.
7. ↑  sorena0831. «بیکار نمیتوان نشستن». بچه های دیروز (به بش). بایگانی‌شده از اصلی در ۳۰ ژانویه ۲۰۲۰. دریافت‌شده در ۳۰ ژانویه ۲۰۲۰.